# Miss Fisher's Murder Mysteries
Os Mistérios de Miss Fisher (original: Miss Fisher’s Murder Mysteries) é uma série de TV australiana que estreiou em 24 de fevereiro de 2012 pelo canal ABC1. A série é baseada nos romances da escritora australiana Kerry Greenwood, que publicou 18 livros da série The Phryne Fisher Murder Mystery Series, e foi produzida por Deb Cox e Shelley Birse.
A série, que teve 3 temporadas, acompanha as aventuras de Phryne Fisher (pronúncia: Fráine Fícher), uma mulher moderna e sedutora que investiga crimes e soluciona os mistérios de Melbourne durante a década de 20, período no qual as mulheres começaram a ter uma participação maior na sociedade, em função da perda de milhares de jovens durante a Primeira Guerra Mundial.
Em janeiro de 2020 foi lançado o filme "Miss Fisher and the Crypt of Tears" que continua a história da série. O filme ainda não foi lançado em português.

## História
A série conta a história da dama-detetive Phryne Fisher, uma mulher que teve uma infância pobre nas ruas de Collingwood. Quando era adolescente, sua família recebeu uma herança, assim, Phryne passou a estudar na Inglaterra. Ela viajou por diversos países da Europa, trabalhou numa ambulânciadurante a 1ª Guerra Mundial, aprendeu a pilotar um avião e a dirigir carros.
Buscando experimentar diversas emoções e aprender novas habilidades, Phryne se tornou uma mulher independente. Optou por não se casar, o que a leva a viver diversos romances. Ela é capaz de falar diversos idiomas, dançar tango ou foxtrot, manejar uma adaga ou uma arma de fogo. Inteligente, observadora e intuitiva, Phryne começou a se interessar por crimes como uma forma de fazer justiça.
Após quinze anos longe da Austrália, ela retorna a cidade onde nasceu para iniciar uma nova fase de sua vida e garantir que Murdoch Foyle, o homem considerado culpado por sequestrar e matar sua irmã Janey Fisher, quando Janey e Phryne eram crianças, não saia da cadeia. Assim ela reencontra sua tia Prudence, uma mulher conservadora que tenta controlar a vida de sua sobrinha, sem sucesso.
Phryne irá se envolver e resolver vários casos de assassinatos na cidade de Melbourne com sua sagacidade e a ajuda de seus amigos.

## Personagens
| Personagem                | Ator/Atriz          | Profissão                                         |
| ------------------------- | ------------------- | ------------------------------------------------- |
| Phryne Fisher             | Essie Davis         | Dama-detetive (Detetive particular)               |
| Jack Robinson             | Nathan Page         | Inspetor-Detetive da Polícia do Estado de Vitória |
| Dorothy "Dot" Williams    | Ashleigh Cummings   | Acompanhante                                      |
| Hugh Collins              | Hugo Johnstone-Burt | Oficial de polícia                                |
| Sr. Butler                | Richard Bligh       | Mordomo                                           |
| Bert (Albert)             | Travis McMahon      | Empregado                                         |
| Cec                       | Anthony Sharpe      | Empregado                                         |
| Jane Fisher               | Ruby Rees-Wemyss    | Estudante                                         |
| Prudence Stanley          | Miriam Margolyes    | Socialite                                         |
| Elizabeth "Mac" Macmillan | Tammy MacIntosh     | Médica                                            |
| Murdoch Foyle             | Nicholas Bell       | -                                                 |

Phryne Fisher: Dama-detetive, sedutora, elegante, perpicaz e à frente de seu tempo, Phryne vive na Melbourne do começo de 1928, lutando contra os crimes com sua pistola de cabo de madrepérola e sua sagacidade afiada como uma adaga. Luta pelos direitos das mulheres e não irá descansar enquanto não resolver o mistério envolvendo o sequestro e morte de sua irmã mais nova.
Jack Robinson: Apesar de sua relutância inicial, passa a se permitir desfrutar do trabalho ao lado da Srta. Fisher. Com um casamento em crise na 1º temporada e uma atração por Phryne, Jack se divorcia no começo da 2ª temporada.
Dot (Dorothy): Católica, é contratada como acompanhante pela Srta. Fisher após seu patrão ser morto. Logo vira assistente da Srta. Fisher, ajudando a resolver os crimes.
Hugh Collins: Ajudante do Inspetor Robinson, protestante, educado, começa um relacionamento com Dot.
Sr. Butler: Mesmo encarando a vida com bom senso, o Sr. Butler nutre um prazer secreto em trabalhar para “travessa” Miss Fisher, e gosta de antecipar todas as suas necessidades domésticas e investigativas. Ele também está sempre disponível caso Dot, Bert ou Cec precisem de quaisquer palavras adicionais de sabedoria.
Cec:  É um rapaz de poucas palavras e muito observador. Mesmo sendo muito influenciado por Bert, Cec consegue fazer com que Bert se concentre naquilo que precisam fazer.
Bert: Trabalhador da classe média, junto com seu amigo Cec ajuda a Srta. Fisher nas investigações.
Jane Fisher: Adolescente que foi adotada pela Srta. Fisher. Teve um passado pobre, porém é muito inteligente e se alfabetizou sozinha enquanto cuidava de sua mãe mentalmente doente. Agora, sob a tutela de Phryne, Jane continua a florescer em uma jovem ambiciosa e curiosa, com um grande senso de aventura.
Mac: A melhor amiga e confidente de Phryne é carinhosamente chamada de 'Mac'. A Dra. Elizabeth MacMillan trabalha no Hospital da Mulher e também é uma mulher moderna, e sempre que solicitada ajuda Phryne com seu conhecimento especializado nas investigações.
Prudence: Senhora da alta sociedade e tia de Phryne.
Murdoch: Principal suspeito de ter sequestrado e matado a irmã da Srta. Fisher, Janey Fisher. Agora persegue Miss Fisher.
Henry Fisher: Pai de Phryne Fisher, jogador e bebâdo inveterado, mora na Inglaterra com a mãe de Phryne.

## Primeira Temporada: 2012
Guia de episódios
| Episódio # | Total # | Título                         | Estreia    | Audiência em milhões (Austrália) |
| --- | ------- | ------------------------------ | ---------- | -------------------------------- |
| 1 | 1       | "Cocaine Blues"                | 24/02/2012 | 1.099                            |
| Phryne Fisher é uma mulher à frente dos padrões da década de 20. Ela retorna à sua cidade natal a fim de garantir que o assassino da sua irmã não saia da prisão e usa o seu tempo livre para solucionar crimes. Baseado no livro de 1989, Cocaine Blues.                 |         |                                |            |                                  |
| 2 | 2       | "Murder On The Ballarat Train" | 02/03/2012 | 0.868                            |
| A srta. Fisher leva Dot, a sua companheira, para uma viagem de trem, mas uma parada no meio da noite resulta num assassinato seguido de roubo. É mais um mistério ao qual a srta. Fisher não resiste investigar. Baseado no livro de 1991, Murder on the Ballarat Train.  |         |                                |            |                                  |
| 3 | 3       | "The Green Mill Murder"        | 09/03/2012 | 0.934                            |
| Um homem é morto num clube de jazz e o principal suspeito é um amigo de Miss Fisher. Ela se dispõe a ajudá-lo, mas terá que desvendar todos os segredos da família do rapaz para descobrir a verdade sobre o crime. Baseado no livro de 1993, The Green Mill Murder.      |         |                                |            |                                  |
| 4 | 4       | "Death at Victoria Dock"       | 16/03/2012 | 0.951                            |
| A Srta. Fisher presencia um assassinato que traz à tona um passado que ela preferia esquecer. No entanto, a detetive segue em frente para resolver o caso, mas ainda é uma testemunha e se torna o alvo dos criminosos. Baseado no livro de 1992, Death at Victoria Dock. |         |                                |            |                                  |
| 5 | 5       | "Raisins and Almonds"          | 23/03/2012 | 0.905                            |
| Um homem é encontrado morto numa livraria e a Srta. Fisher precisa provar a inocência da dona da loja. Ela terá que desvendar uma trama que envolve religião, família e ciência para descobrir o verdadeiro culpado. Baseado no livro de 1997, Raisins and Almonds        |         |                                |            |                                  |
| 6 | 6       | "Ruddy Gore"                   | 30/03/2012 | 0.803                            |
| É o aniversário de Dot e a Srta. Fisher a presenteia com uma ida ao teatro. Porém, um ator morre em cena gerando um enigma que envolve o sobrenatural, mas que não é capaz de assustar a melhor detetive da Austrália. Baseado no livro de 1995, Ruddy Gore.              |         |                                |            |                                  |
| 7 | 7       | "Murder in Montparnasse"       | 06/04/2012 | 0.856                            |
| Um amigo de Bert é morto e a srta. Fisher não sossegará até encontrar o culpado. Porém, para resolver este caso e evitar que o assassino faça mais vítimas, ela terá que primeiro desvendar um crime do passado. Baseado no livro de 2002, Murder in Montparnasse.        |         |                                |            |                                  |
| 8 | 8       | "Away with the Fairies"        | 13/04/2012 | 0.972                            |
| A editora de uma revista feminina é encontrada morta. Sendo amiga de uma das sócias, a Srta. Fisher se dispõe a ajudar na investigação e aproveita para desfrutar um pouco mais da companhia do inspetor Jack. Baseado no livro de 2001, Away with the Fairies.           |         |                                |            |                                  |
| 9 | 9       | "Queen of the Flowers"         | 20/04/2012 | 0.848                            |
| Uma protegida da Srta. Fisher é assassinada e a detetive ajuda a polícia na investigação. Ela descobre uma trama sórdida que envolve alguns dos poderosos da cidade, mas precisa agir antes que haja outra vítima. Baseado no livro de 2004, Queen of the flowers.        |         |                                |            |                                  |
| 10 | 10      | "Death by Miss Adventure"      | 27/04/2012 | 0.829                            |
| Uma mulher é enviada ferida ao hospital, e fica aos cuidados de Mac. A médica pede ajuda à srta. Fisher, mas a detetive não tem acesso ao local do crime. Elas enviam Dot como espiã sem saber do perigo que a espera.                                                    |         |                                |            |                                  |
| 11 | 11      | "Blood and Circuses"           | 04/05/2012 | 0.877                            |
| Um assassinato ocorre no circo e, apesar do lugar trazer lembranças ruins, a srta. Fisher vai investigar. Ela consegue resolver o caso, mas descobre algo pior: o responsável pelo sumiço da sua irmã pode estar livre. Baseado no livro de 1994, Blood and Circuses.     |         |                                |            |                                  |
| 12 | 12      | "Murder in the Dark"           | 11/05/2012 | 0.857                            |
| Uma menina aparece morta na casa da tia da srta. Fisher. Com a ajuda dos amigos, a detetive resolve investigar e descobre que seu maior temor virou realidade: um inimigo do passado voltou para se vingar dela. Baseado no livro de 2006, Murder in the Dark.            |         |                                |            |                                  |
| 13 | 13      | "King Memses' Curse"           | 18/05/2012 | 0.903                            |
| A Srta. Fisher tem pela frente o caso mais difícil de sua vida. Ela precisa encontrar o homem que ela mais odeia e por um fim aos seus assassinatos, mas ele se revela mais perigoso do que a detetive imaginava.                                                         |         |                                |            |                                  |

## Segunda temporada: 2013
Guia de episódios
| Episódio # | Total # | Título                        | Estreia    | Audiência em milhões (Austrália) |
| --- | ------- | ----------------------------- | ---------- | -------------------------------- |
| 1 | 14      | "Murder Most Scandalous"      | 06/09/2013 | 0.852                            |
| A Srta. Fisher vai ajudar a descobrir o responsável pela morte de uma amiga da irmã de Dot e provar a inocência de um homem muito respeitado na sociedade e na polícia: o ex-sogro do inspetor Jack. |         |                               |            |                                  |
| 2 | 15      | "Death Comes Knocking"        | 13/09/2013 | 0.827                            |
| Uma sessão espírita para falar com o falecido afilhado da tia Prudence traz o passado à tona e mais mortes. Jack e a srta. Fisher terão que descobrir quem ainda mataria por algo que aconteceu 10 anos antes. |         |                               |            |                                  |
| 3 | 16      | "Dead Man's Chest"            | 20/09/2013 | 0.729                            |
| A Srta. Fisher leva sua família para visitar uma amiga em outra cidade e relaxar, mas encontra indícios de roubo, de pessoas desaparecidas e um cadáver. É tudo o que compõe seu passatempo favorito: desvendar crimes. Baseado no livro de 2010, Dead Man´s Chest. |         |                               |            |                                  |
| 4 | 17      | "Deadweight"                  | 27/09/2013 | 0.806                            |
| Phryne e Dot investigam o assassinato de um boxeador. |         |                               |            |                                  |
| 5 | 18      | "Murder a la Mode"            | 04/10/2013 | 0.926                            |
| Phryne e Dot estão experimentando roupas na Casa de Moda Fleuri, quando o corpo de Frances Wilde, a principal investidora no negócio, é encontrado no local. A curta lista de suspeitos inclui o marido da vítima, Madame Fleuri e sua irmã, a costureira Violet, e Genevieve. A lista de suspeitos é reduzida ainda mais quando Violet é encontrada morta. Phryne resolve o caso, como de costume, com o tempo de sobra para andar na pista de moda |         |                               |            |                                  |
| 6 | 19      | "Marked For Murder"           | 11/10/2013 | 0.896                            |
| A Srta. Fisher é chamada para investigar um roubo no clube de um time de rúgbi e encontra o corpo do capitão da equipe. Ela e a polícia têm que descobrir o responsável antes que o caso vire uma briga entre torcidas. |         |                               |            |                                  |
| 7 | 20      | "Blood At The Wheel"          | 18/10/2013 | 0.912                            |
| Uma piloto de corridas financiada pela Srta. Fisher é encontrada morta após bater com o carro, mas a dama detetive está certa de que não se trata de um simples acidente. Ela terá que convencer o inspetor Jack para que a polícia investigue. |         |                               |            |                                  |
| 8 | 21      | "The Blood off Juana The Mad" | 25/10/2013 | 0.890                            |
| Um colega de Mac aparece morto e ela pede a ajuda da srta. Fisher para encontrar o culpado. Jack tenta manter a detetive longe da investigação, mas a casa dela vira o palco de um novo crime e revela novas pistas. |         |                               |            |                                  |
| 9 | 22      | "Framed For Murder"           | 01/11/2013 | 0.912                            |
| Um ator é morto no set de filmagem e a Srta. Fisher, que está investindo na produção, decide investigar. Ela conta com a ajuda de Jack e seu conhecimento cinematográfico para descobrir quem quer sabotar seu filme. |         |                               |            |                                  |
| 10 | 23      | "Death On The Vine"           | 08/11/2013 | 0.856                            |
| Os serviços da Srta. Fisher são requisitados em outra cidade, onde ela encontra o homem que a contratou morto e muita hostilidade. Jack e Hugh vão ajudar, mas o jovem policial só pensa no seu futuro com Dot. |         |                               |            |                                  |
| 11 | 24      | "Dead Air"                    | 15/11/2013 | 0.874                            |
| Uma mulher é morta na rádio local, mas Jack está trabalhando disfarçado em outro caso e pede à srta. Fisher que ajude Hugh a investigar. Para isso, ela também precisa se infiltrar e acaba no caminho do assassino. |         |                               |            |                                  |
| 12 | 25      | "Unnatural Habit"             | 22/11/2013 | 0.908                            |
| Uma menina aparece morta e, com Jack fora do caso, cabe à Srta. Fisher investigar, mas ela se mete numa encrenca maior do que previa. O inspetor decide agir e descobre algo que afetará a ele e a todos ao seu redor. |         |                               |            |                                  |
| 13 | 26      | "Murder Under the Mistletoe"  | 22/12/2013 | 0.969                            |
| A Srta. Fisher leva Mac, Dot e sua tia para passar o Natal (em julho) na casa do ex-sócio do seu falecido tio, mas mortes misteriosas começam a acontecer e uma nevasca os prende na mansão, onde ninguém está seguro. |         |                               |            |                                  |

## Terceira Temporada: 2015
Guia de episódios. A terceira temporada da série contou com apenas 8 episódios.
| Episódio | Total | Título                | Estréia    | Audiências em milhões (Austrália) |
| --- | ----- | --------------------- | ---------- | --------------------------------- |
| 1 | 27    | "Death Defying Feats" | 08/05/2015 | 0.862                             |
| Quando a assistente do Show de Mágica do Poderoso Mackenzie é decapitada no palco, a investigação de Jack e Phryne desvenda um assassinato do passado e uma ilusão que enganou até mesmo o poderoso Mackenzie. O distante pai de Phryne faz uma visita surpresa da Inglaterra.                                                                                               |       |                       |            |                                   |
| 2 | 28    | "Murder & the Maiden" | 15/05/2015 | 0.820                             |
| Quando um oficial da avião australiana desaparece da base aérea sem explicação, Phryne é chamada por um homem com quem viveu um romance no passado para resolver discretamente o mistério. No entanto, quando uma mulher desconhecida é coincidentemente encontrada morta no perímetro da mesma base, Phryne e Jack se juntam para resolver uma investigação de assassinato. |       |                       |            |                                   |
| 3 | 29    | "Murder & Mozzarella" | 22/05/2015 | 0.786                             |
| No mundo das famílias italianas donas de restaurantes, rancores antigos vêm à tona quando a matriarca Nonna Luisa morre. A propriedade de um livro secreto de receitas torna-se o motivo do assassinato. |       |                       |            |                                   |
| 4 | 30    | "Blood & Money"       | 29/05/2015 | 0.783                             |
| Na mesma manhã em que Miss Fisher é abordada por um rapaz cujo irmão desapareceu, Mac a chama para mostrar um garoto morto que foi encontrado numa cova perto do hospital onde ela trabalha. |       |                       |            |                                   |
| 5 | 31    | "Death & Hysteria"    | 05/06/2015 | 0.757                             |
| Quando tia Prudence abre sua casa para que o psiquiatra Hayden Samuels monte seu sanatório para mulheres "histéricas", Phryne descobre mais do que esperava. |       |                       |            |                                   |
| 6 | 32    | "Death at the Grand"  | 12/06/2015 | 0.783                             |
| Quando o concierge do Grande Hotel é jogado do telhado com uma mala vazia de propriedade de Phryne, Jack a chama investigar o que parece ser um assalto que deu errado. |       |                       |            |                                   |
| 7 | 33    | "Game, Set & Muder"   | 19/06/2015 | 0.701                             |
| Quando Miss Fisher organiza um torneio de tênis para arrecadar dinheiro para que as jogadoras mulheres compitam como os homens em Wimbledon, Constance Burrows, colega de uma estrela do tênis em ascensão, é fatalmente picada por uma aranha e a investigação revela um medo oculto de Phryne.                                                                             |       |                       |            |                                   |
| 8 | 34    | "Death Do Us Part"    | 26/06/2015 | 0.804                             |
| Quando um cientista premiado é encontrado morto no Observatório Real na mesma noite que o homem que tentou matar o pai de Phryne escapa da cadeia, Phryne deve deixar todas as dúvidas de lado para proteger o pai do que parace afligí-lo. |       |                       |            |                                   |

## Internacional
A série foi comprada por 120 países em todo o mundo, e já foi exibida no Canadá, Reino Unido, França, Itália, EUA e Brasil.
No Brasil, a primeira e a segunda temporadas da série foram exibidas pela GNT, e a NETFLIX exibiu as três temporadas para seus assinantes.

## Prêmios e indicações
| Ano  | Prêmio                                   | Categoria                                                | Indicado                       | Resultado |
| ---- | ---------------------------------------- | -------------------------------------------------------- | ------------------------------ | --------- |
| 2012 | Australian Production Design Guild Award | Best Costume Design for Screen                           | Marian Boyce                   | Indicada  |
| 2012 | Australian Production Design Guild Award | Best Design on a Television Drama                        | Robert Perkins                 | Indicada  |
| 2012 | Screen Music Award                       | Best Television Theme                                    | Greg J. Walker                 | Indicado  |
| 2012 | Screen Music Award                       | Best Music for a Television Series or Serial             | Greg J. Walker                 | Indicado  |
| 2013 | AACTA Award                              | Best Lead Actress in a Television Drama                  | Essie Davis                    | Indicada  |
| 2013 | Silver Logie Award                       | Most Popular Actress                                     | Ashleigh Cummings              | Indicada  |
| 2013 | Equity Awards                            | Outstanding Performance by an Ensemble in a Drama Series | Elenco da 1ª Temporada         | Indicada  |
| 2014 | AACTA Award                              | Best Costume Design in Television                        | Marion Boyce                   | Escolhida |
| 2014 | Equity Awards                            | Outstanding Performance by an Ensemble in a Drama Series | Elenco da 2ª Temporada         | Indicada  |
| 2014 | Silver Logie Award                       | Most Popular Drama Series                                | Miss Fisher's Murder Mysteries | Indicada  |
| 2014 | Gold Logie Award                         | Most Popular Personality on TV                           | Essie Davis                    | Indicada  |
| 2014 | Silver Logie Award                       | Most Popular Actress                                     | Essie Davis                    | Indicada  |

## Produção
A série teve escritores como Deb Cox, John Banas e Shelley Birse, e na direção participaram David César, Kate Dennis, Emma Freeman, Clayton Jacobson, Daina Reid e Tony Tilse.
A empresa de produção é a "Every Cloud Productions" e é produzida por Fiona Eagger, Deb Cox, Michael Miller, Liz Doran, Kelly Lefever, Ysabelle Dean e Jo Martino.
A música está a cargo de Greg Walker e a cinematografia é feita por Roger Lanser.
Os figurinos são desenhados e produzidos por Marion Boyce.

## Filme
O filme, intitulado "Miss Fisher and the Crypt of Tears", teve sua filmagem iniciada em 2018 e contou com os atores Essie Davis, Nathan Page, e outros da série televisiva, e convidados como Rupert Penry-Jones, Daniel Lapaine e Jacqueline McKenzie. Foi dirigido por Tony Tilse.
Na história, Phryne Fisher ajuda a resgatar uma jovem beduína chamada Shirin numa prisão de Jerusalém. Miss Fisher aparentemente morre durante o resgate. Shirin se reencontra com seu tio Sheikh Kahlil Abbas e eles viajam para Lofthouse Manor na Inglaterra, onde um memorial para Miss Fisher será realizado por seus amigos Lord e Lady Lofthouse. O Detetive-inspetor Jack Robinson viaja para a Inglaterra para assistir ao memorial e está prestes a fazer seu discurso quando a Srta. Fisher chega em seu bimotor.
Shirin conta a Miss Fisher sobre como ela foi parar em Jerusalém: quando criança, uma tempestade de areia varreu sua aldeia e ela foi a única sobrevivente, sendo resgatada por um estranho misterioso. Este estranho agora lhe enviou uma carta pedindo para se encontrar na Igreja à meia-noite. Miss Fisher e Jack vão juntos na igreja. Lá, ela se aproxima de um britânico chamado Wilson, que é baleado por um agressor. Antes de morrer, ele dá a Miss Fisher um amuleto de esmeralda e ele pede a ela para dá-lo a Shirin. Miss Fisher e Jack são presos no local e a polícia revela que Wilson era um criminoso que havia desertado do exército britânico com o soldado Capitão Harry Templeton, que já havia sido executado por deserção.
Miss Fisher e o detetive Robinson visitam o especialista em antiguidades Professor Linnaeus, que explica que o amuleto está gravado com a inscrição "Cripta das Lágrimas", que estava conectada a Alexandre, o Grande, e que ele acredita que esteja amaldiçoado.

## Série Derivada
A série originou uma série paralela (spin-off) chamada Ms Fisher's Modern Murder Mysteries. Nesta série, ambiente em Melbourne nos anos 60, uma sobrinha de Fisher, Peregrine, filha de uma meia-irmã de Fisher, herda a casa de Miss Fisher quando esta some misteriosamente. Peregrine nunca conheceu a tia, mas quer se tornar uma detetive, e para isso conta com a ajuda das mulheres do Clube das Aventureiras, do qual sua tia também fazia parte.
A série estreiou em 2019 e possui 1 temporada com 4 episódios de 120 minutos cada.